# Jules Girard (journaliste)
Pour les articles homonymes, voir Jules Girard (homonymie) et Girard.
Jules Girard, dit Jean Gauthier, né à Marseille le 22 août 1871 et mort dans sa ville natale le 12 novembre 1927, est un publiciste (journaliste d'opinion) et militant antisémite puis jaune français.

## Biographie
Né à Marseille, rue des Petites-Maries, Jean-Flavien-Jules-Emmanuel Girard est le fils de Justine-Flavie Pouigneire et d'Emmanuel-César Girard, courtier de commerce.
Réformé pour maladie de cœur en 1892, Jules Girard travaille comme plumassier à Bagnolet et à Paris. En 1895, il épouse Gabrielle-Marie Haas (1867-1952), plumassière puis fleuriste, avec laquelle il a déjà eu deux fils, Marcel (1889-1962) et Marius-Gaston (1891-19..), et qui lui donnera encore deux autres enfants. Girard ayant bientôt abandonné sa famille, Gabrielle obtiendra le divorce ainsi que la garde des enfants en 1906.
Girard débute dans le journalisme en 1897, en entrant à L’Écho de Charonne de l'abbé Duvaux. Lors des élections législatives de 1898, il fait campagne aux côtés de ce prêtre en faveur d'Edmond Turquet et en profite pour détourner une partie des fonds fournis par le comité Justice-Égalité.

### Collaborateur de Guérin (1898-1902)
En 1898, Girard devient l'un des collaborateurs de L'Antijuif, journal qui deviendra La Tribune française en 1902. Cette feuille est l'organe de la Ligue antisémitique de France (LAF, rebaptisée Grand Occident de France en mars 1899) menée par Jules Guérin. Ce dernier se rend bientôt compte des malversations de Girard, qui fraude sur les abonnements, mais il le garde néanmoins à ses côtés jusqu'en 1902 et en fait son secrétaire.

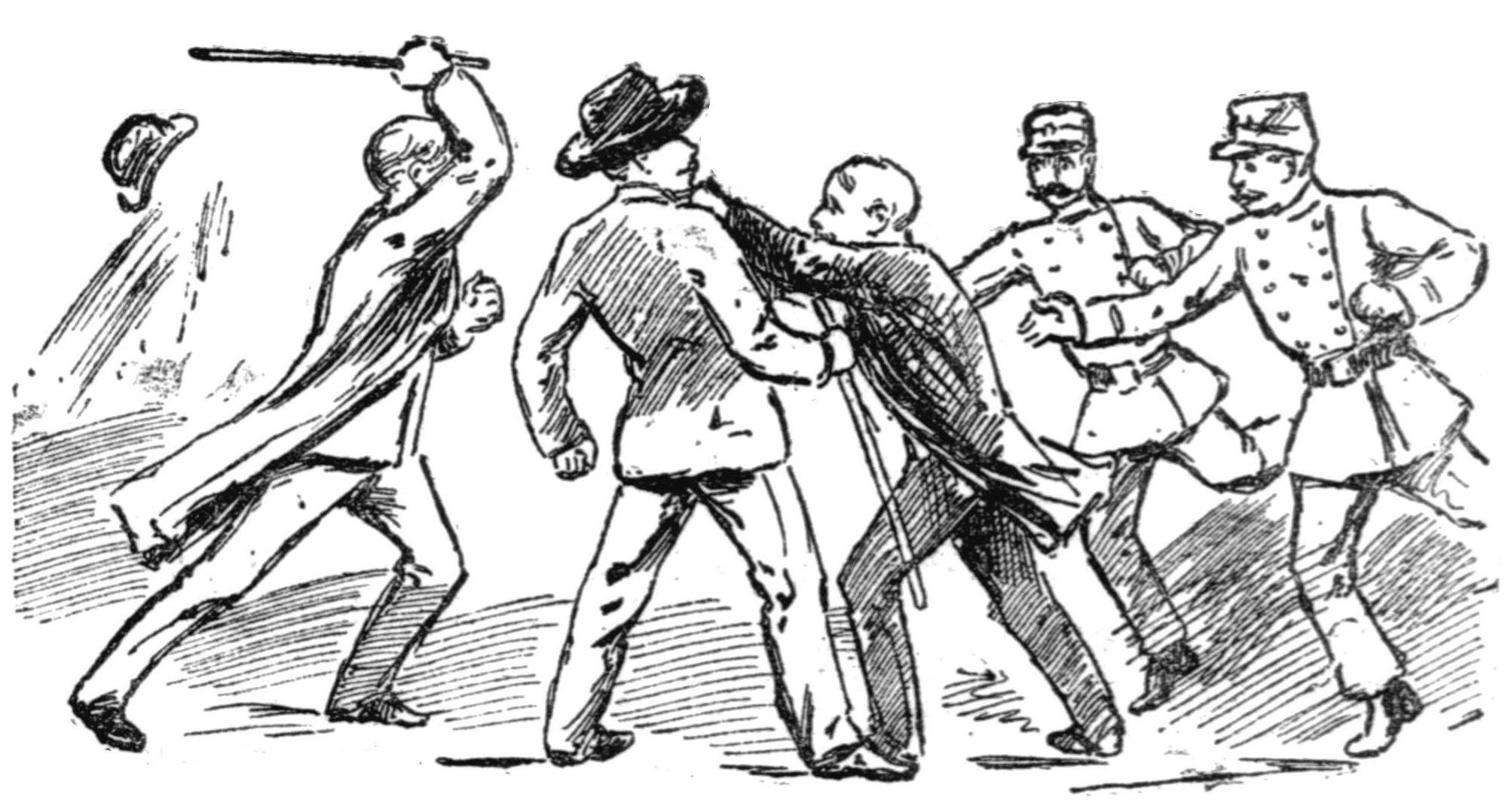
Arrestation de Guérin par le commissaire Leproust (25 octobre 1898).

Le 25 octobre 1898, sur la place de la Concorde, en marge de manifestations hostiles au gouvernement Brisson, Guérin, Girard et quelques autres militants de la LAF rouent de coups le commissaire Maurice Leproust, qui venait de leur ordonner de cesser de crier « Mort aux juifs ! ». Girard assène même un coup de matraque à l'agent alors que celui-ci est déjà à terre. Traduits en correctionnelle, les agresseurs sont acquittés du chef de coups et blessures mais condamnés à une amende pour port d'armes prohibées. Le 26 février suivant, quelques jours après l'incident de la caserne de Reuilly, le domicile de Girard, situé au no 1-bis de la rue des Rondonneaux, fait partie des bureaux et logements de nationalistes visés par des perquisitions. La police n'y trouve cependant pas d'éléments intéressants.
Lors du second procès du capitaine Dreyfus, qui se tient à Rennes à partir d'août 1899, Guérin envoie Girard dans la ville bretonne, officiellement pour le service des informations de l’Antijuif. Or, peu de temps après son arrivée, le 12 août, le secrétaire de Guérin est arrêté par le commissaire Hennion puis transféré à Paris dans le cadre du vaste coup de filet organisé à l'encontre des agitateurs nationalistes. Remis en liberté après son incarcération à la Santé, il fait ainsi partie des 22 militants inculpés de complot devant la Haute Cour. Cependant, les sénateurs le relâchent bientôt par faute de présomptions suffisantes.
Girard est ensuite assez discret jusqu'en 1902. En janvier, à Pont-de-l'Arche, il participe à une bagarre très violente entre groupes antisémites rivaux. En tant que secrétaire général du Grand Occident de France, il envoie aussi des « camarades » armés de triques perturber une réunion électorale de Charles Andriveau, candidat de la Ligue de la patrie française et concurrent d'un autre nationaliste, Émile Massard, en vue des élections législatives d'avril-mai. Girard est lui-même candidat, dans la 4e circonscription de Saint-Denis (Clichy-Levallois-Perret), où il est soutenu par l'« Union républicaine patriote socialiste de Clichy ». Directement concurrencé par un autre antisémite, Firmin Faure, député sortant d'une circonscription algérienne et soutenu par La Libre Parole d'Édouard Drumont, il n'arrive qu'en cinquième position au soir du premier tour, avec seulement 299 voix (moins de 2 % des votants), loin derrière le radical-socialiste Laberdesque (872 suffrages), le nationaliste modéré Trézel (3 917), le nationaliste antisémite Faure (5 167) et le sortant socialiste, Renou (6 408 voix).

### Déboires politiques (1902-1905)
Brouillé avec Guérin depuis le mois de juin 1902, Girard cherche à tirer profit de la discorde entre Guérin et Drumont et se fait embaucher à la Libre Parole, dont l'administrateur, Devos, lui remet 1000 francs en échange de renseignements contre Guérin. Cette collaboration prend fin très rapidement, car Girard n'a pas d'informations utilisables et, pire, il est suspecté de travailler pour la police en tant qu'indicateur.

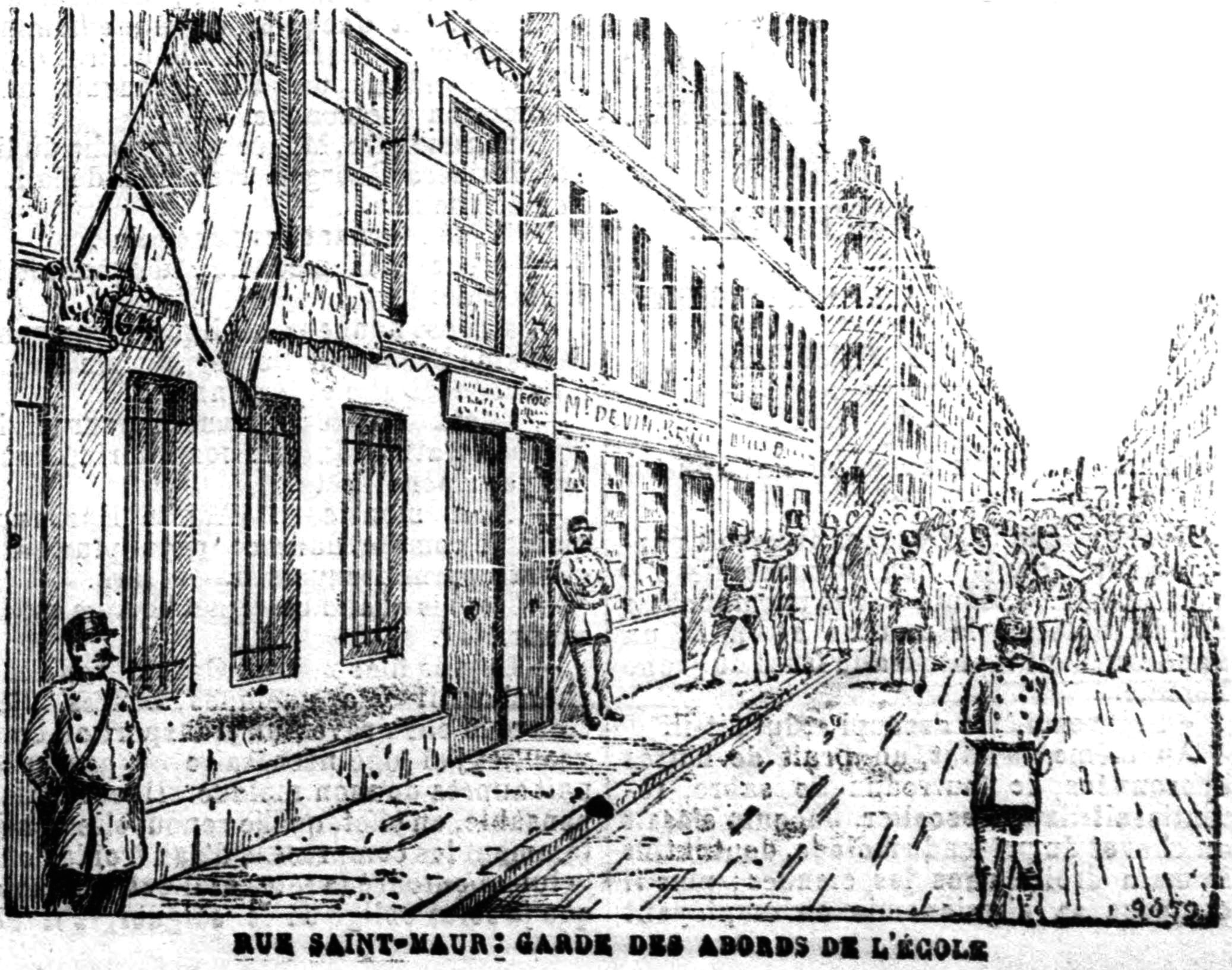
L'école des sœurs de Sainte-Marie, rue Saint-Maur, où Girard et son groupe se sont retranchés le 24 juillet 1902.

Vers le 15 juillet de la même année, Girard rejoint l'abbé Duvaux et fonde avec lui la « Ligue pour la défense de la liberté de conscience » afin de lutter contre les expulsions de congrégations. Dans le cadre de cette activité anti-combiste, il se met à la tête d'un petit groupe d'agitateurs (comprenant notamment les royalistes André Gaucher et Paul Jaume) afin d'organiser un petit « Fort Chabrol » à l'école des sœurs augustines de Sainte-Marie, située au no 64 de la rue Saint-Maur, où il s'enferme le 24 juillet. Disposées à quitter les lieux mais retenues par leurs « défenseurs », les religieuses finissent par obtenir leur départ grâce à l'intervention de l'abbé Beaudinot, curé de Saint-Ambroise et propriétaire des lieux, et du député nationaliste local, Albert Congy.
En 1903, Girard s'associe à des individus peu recommandables pour lancer, le 28 janvier, un journal antisémite intitulé le Huit reflets, mais cette feuille proche des bonapartistes disparaît dès le mois de mars suivant.
Le 3 juillet 1903, il fonde le Groupe d'action des antijuifs indépendants, groupuscule qui réunit moins d'une centaine de militants antisémites (dont Hornbostel). Son meilleur comité de banlieue, à Levallois-Perret, ne compte que neuf membres en 1904. Le groupe, qui a adopté un insigne (une tête caricaturale de juif entre deux triques) et édite un journal, l’Action nationale, grâce au soutien financier du marquis de Dion, élabore en janvier 1904 un projet sans lendemain d'enlèvement du dreyfusard Joseph Reinach. Fin juin 1904, Girard est entendu par la commission d'enquête sur le « million des chartreux », l’Action nationale ayant publié des documents relatifs à cette affaire de chantage.
Désespéré par l'insuccès de ses entreprises politiques, sans ressources et à la veille d'être expulsé de son logement du no 1 de la rue Paul-Féval, Jules Girard tente de mettre fin à ses jours le 23 février 1905. Le gaz ayant déjà été coupé, il se frappe avec des ciseaux de tailleur mais survit à sa tentative.

### Jean Gauthier (1905-1927)
Cette même année 1905, Girard prend le pseudonyme de « Jean Gauthier » et entre au service de Pierre Biétry, chef des Jaunes de France. Un mouvement ouvrier ayant éclaté dans le bassin de Longwy à l'automne 1905, Biétry y envoie Gauthier afin d'organiser les briseurs de grève. Après avoir profité d'une part des subventions patronales, Gauthier constate que Biétry - élu à la Chambre en 1906 - ne rémunère plus correctement ses services. Il se retourne par conséquent contre lui et fait paraître en 1907 un pamphlet révélant les sources de financement royalistes et cléricales du mouvement jaune. Emmanuel Gallian, journaliste au Jaune (organe de Biétry), ayant réagi aux attaques de Gauthier, un duel au pistolet puis à l'épée a lieu entre les deux hommes au parc des Princes le 11 septembre 1907. En décembre 1908, Girard (dit Gauthier) est condamné à 200 francs d'amende et à 333 francs de dommages-intérêts en faveur du député de Brest.
De retour dans sa ville natale en 1909, Girard alias Gauthier y organise le syndicalisme jaune (même s'il n'emploie pas cet adjectif, trop lié à Biétry) en créant la Fédération professionnelle des syndicats libres du Sud-Est, une Bourse libre du travail (au no 12 du quai du Canal) dont il devient le secrétaire général, ainsi qu'un journal, L'Avenir syndical. Au printemps 1910, il offre ses services aux grandes compagnies de navigation marseillaise et à la compagnie des chemins de fer du Sud-France à Nice, s'attirant ainsi les foudres des cégétistes. L'été suivant, lors de la grève des métallurgistes d'Argenteuil, les patrons des usines Kessler et Baudet font appel à Gauthier, qui leur apporte une cinquantaine d'ouvriers marseillais afin de briser le mouvement,. En 1911, Gauthier et ses acolytes ont pour « quartier général » le bar Pélissier, situé près du Vieux-Port, au no 17 de la rue Thiars (rue Saint-Saëns).
Jusque dans les années 1920, Gauthier reste secrétaire général de la Bourse libre du travail, où, avec l'aide de sa seconde épouse, il a organisé un hôpital militaire pendant la Première Guerre mondiale. Il meurt le 12 novembre 1927 en son domicile de la villa Perle, au vallon de la Baudille, près de la Corniche.